# Barton Broad
Pour les articles homonymes, voir Barton et Broad.
Le Barton Broad est un lac situé dans les « Broads » dans le Norfolk au Royaume-Uni. Il est situé au sud-est du village de Barton Turf.
C'est une réserve naturelle du Norfolk Wildlife Trust.
La légende veut qu'Horatio Nelson ait appris à naviguer sur ce lac.